# Дечански псалтир
Дечански псалтир је средњовековни рукопис из XIII века. Садржи 201 пергаментни лист . Писан је ћириличним писмом. Заглавља и иницијали украшени су бојама. По структури текста представља литургиски псалтир са псалмима, библијским песмама и молитвама. Чувао се у манастиру Дечани  по коме је добио име. 1857 године А. Гиљфелдинг је однео овај рукопис у Русију. Стил рукописа припада Охридској книжевној школи.  Чува се у Санкт Петербургу, РНБ, фонд Гиљфелдинг 17.